# Wybuchowy szczur

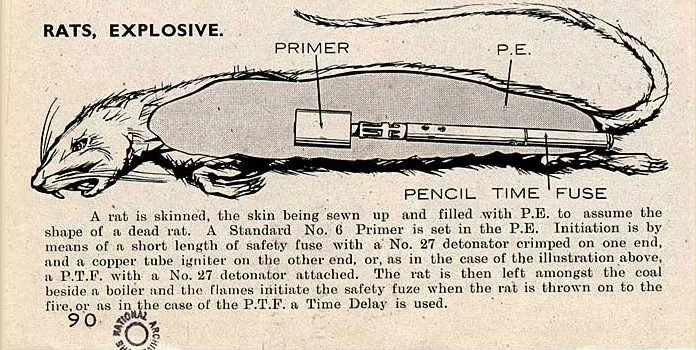
Opis wybuchowego szczura

Wybuchowy szczur (ang. explosive rat) – broń opracowana przez brytyjskie Special Operations Executive (SOE) w czasie II wojny światowej do użycia przeciwko nazistowskim Niemcom.

## Opis
Podczas II wojny światowej SOE zakupiło około stu szczurów, rzekomo do celów eksperymentów medycznych. Gryzonie zabito, a w ich ciałach umieszczono plastyczne materiały wybuchowe.
Pomysł, opracowany w 1941 roku polegał na tym, że gdy w kotle niemieckiej lokomotywy, fabryki, elektrowni lub podobnej instalacji odkryto martwego szczura, palacz obsługujący kocioł pozbywał się nieprzyjemnego odkrycia, wrzucając je łopatą do kotła, co powodowało eksplozję gryzonia. Szczur mógł mieć w sobie tylko niewielką ilość materiału wybuchowego; jednak penetracja wysokociśnieniowego kotła parowego mogła wywołać jego niszczycielski wybuch. Wybuchowego gryzonia można było również odpalić za pomocą zapalnika czasowego.
Pierwsza partia wybuchowych szczurów została przechwycona przez Niemców, a plan SOE został porzucony. Niemcy pokazali gryzonie w szkołach wojskowych i przeprowadzili poszukiwania kolejnych wybuchowych szczurów. SOE podsumowało: „Kłopoty, jakie im sprawiono, były dla nas o wiele większym sukcesem, niż gdyby szczury zostały faktycznie użyte”.
Biografia oficera Station IX, J. Eldera Willsa, podaje, że wybuchowe szczury uszkodziły dziewięć kotłów w belgijskich fabrykach, ale jest to prawdopodobnie mit.